# Орлов, Александр Леонидович
Алекса́ндр Леони́дович Орло́в (1907 — 3 июля 1969, Копенгаген, Дания) — советский партийный деятель, дипломат. Чрезвычайный и полномочный посол.

## Биография
В 1928 году вступил в ВКП(б).
В 1938 году — первый секретарь Таганского районного комитета ВКП(б) г. Москвы. Затем переведён в Комиссию партийного контроля при ЦК ВКП(б), где работал уполномоченным до ноября 1944 года.
С ноября 1944 по декабрь 1946 года — первый секретарь Ставропольского краевого комитета ВКП(б). С 1949 года работал членом Внешнеполитической комиссии при ЦК ВКП(б).
В 1952—1954 годах возглавлял Отдел информации Советской контрольной комиссии в Германии. В 1954 году назначен советником-посланником Посольства СССР в Германской Демократической Республике, одновременно до 1956 года — заместитель верховного комиссара СССР в Германии.
С 1956 по июль 1959 года — в должности заведующего Отделом кадров дипломатических и внешнеторговых органов ЦК КПСС. Затем до ноября 1968 года — заместитель министра иностранных дел СССР по кадрам.
С 16 ноября 1968 по день смерти 3 июля 1969 года — чрезвычайный и полномочный посол СССР в Дании.